# Sumu-abum
Sumu-abum (Sûmû-Abûm) was een Amoritische prins die, rond 1894 v.Chr., van Babylon, in die tijd een stad van weinig belang, de hoofdstad maakt van een klein onafhankelijk koninkrijk.
Hij onderhield de cultus van een godheid, in de daaropvolgende periode, uit de familie van de god Enki: Marduk, nederige dienaar van de beschermgod Shamash van de stadstaat Sippar. Traditioneel werd aangenomen dat hij in 1881 v.Chr. werd opgevolgd door Sûmû-la-El, die geen zoon van hem was. Hij werd al in de tijd van Ammisaduka beschouwd als de stichter van de eerste dynastie die over Babylon heerste.
Echter, in een brief uit zijn eigen tijd uit Tell ed-Dēr worden Sumu-abum en Sumulael (en Immerum van Sippar) juist genoemd als tijdgenoten. En er zijn ook een aantal opmerkelijke parallellen tussen de eponiemen van beide vorsten. De ware toedracht is daarom niet helemaal duidelijk.
Rients de Boer heeft een wat andere interpretatie van de gebeurtenissen en een mogelijke oplossing van de schijnbare tegenstrijdigheden. Volgens zijn analyse was Sumu-abum een stam- en krijgsleider van de Amorieten die zijn volgelingen op de troon van de diverse stadstaten probeerde te zetten. Hij stamde uit de Diyala-streek en was de leider van de Amorietenraad die trachtte in het machtsvacuüm dat de val van Ur III had nagelaten, in zuidelijk Mesopotamië de macht van de Sumeriërs over te nemen. Sumulael was een van zijn voornaamste volgelingen, die hij rond 1880 koning van de tot dan niet al te belangrijke stad Babylon maakte.
Zelf werd Sumu-abum pas laat in zijn tijd, kort voor zijn dood, stadsvorst, en wel van Kisura. Dit gebeurde na de overwinning op Kazallu in 1864 waarin Sumulael en Erra-imitti zijn bondgenoten waren. Na Sumu-abums dood nam Sumulael het leiderschap van hem over en maakte van de stadstaat Babylon een koninkrijk met grotere draagwijdte. Zo gezien is Sumu-abum misschien nooit koning van de stad Babylon geweest, maar wel de grondlegger van Akkadisch Babylonië.